# Mesiotelus cyprius
Mesiotelus cyprius är en spindelart som beskrevs av Kulczynski 1908. Mesiotelus cyprius ingår i släktet Mesiotelus och familjen månspindlar.
Artens utbredningsområde är Cypern. Utöver nominatformen finns också underarten M. c. scopensis.